# Mont Orohena
Mont Orohena - szczyt o wysokości 2241 m n.p.m. na wyspie Tahiti w Polinezji Francuskiej na Południowym Pacyfiku. Jest najwyższym szczytem Polinezji Francuskiej.